# Oto Oltvanji
Oto Oltvanji (Novi Sad, 10. svibnja 1971.) srpski je pisac i prevoditelj.

## Životopis
Rođen je 1971. godine u Novom Sadu; odrastao je u Subotici, za koju je još uvijek vezan, a od od 1991. godine s kraćim pauzama živi u Beogradu. Studirao je engleski jezik i književnost na Filološkom fakultetu Sveučilišta u Beogradu.
Prvi roman, krimić flemingovskog tipa, poslao je sa šesnaest godina novosadskom Dnevniku i bio prihvaćen, a bio je objavljen dvije godine kasnije pod pseudonimom. Iako je objavio dvije priče u glasilu subotičkog Društva ljubitelja znanstvene fantastike Meteor u drugoj polovici osamdesetih, njegova se prva priča u nekoj službenoj publikaciji pojavila u travnju 1993. godine.
Od tada je objavio preko dvadeset priča u časopisima od Politikinog zabavnika do niške Gradine, te u antologijama od Tamnog vilajeta do Istinitih laži. S ilustratorom Ivanom Pejkićem radio je jednu sezonu autorskog serijala Agencija za čudovišta za dječji list Tik-Tak.  Preveo je, između ostalih, pisce kao što su Lucius Shepard, David J. Schow, George P. Pelecanos i Jonathan Lethem. 

## Vanjske poveznice
- http://www.otooltvanji.com

 Napomena: Ovaj tekst ili jedan njegov dio preuzet je s internetskih stranica SFere ili SFeraKona. Vidi dopusnicu za Wikipediju na hrvatskome jeziku.